# Saint-Edmond-les-Plaines
Saint-Edmond-les-Plaines är en kommun i provinsen Québec i Kanada. Den ligger i regionen Saguenay–Lac-Saint-Jean, i den östra delen av landet, 500 km nordost om huvudstaden Ottawa.